# 脈脈 (吉祥物)
脈脈是日本2025年大阪·关西世界博览会的官方吉祥物。怪异的卡通外形使其引起热议。

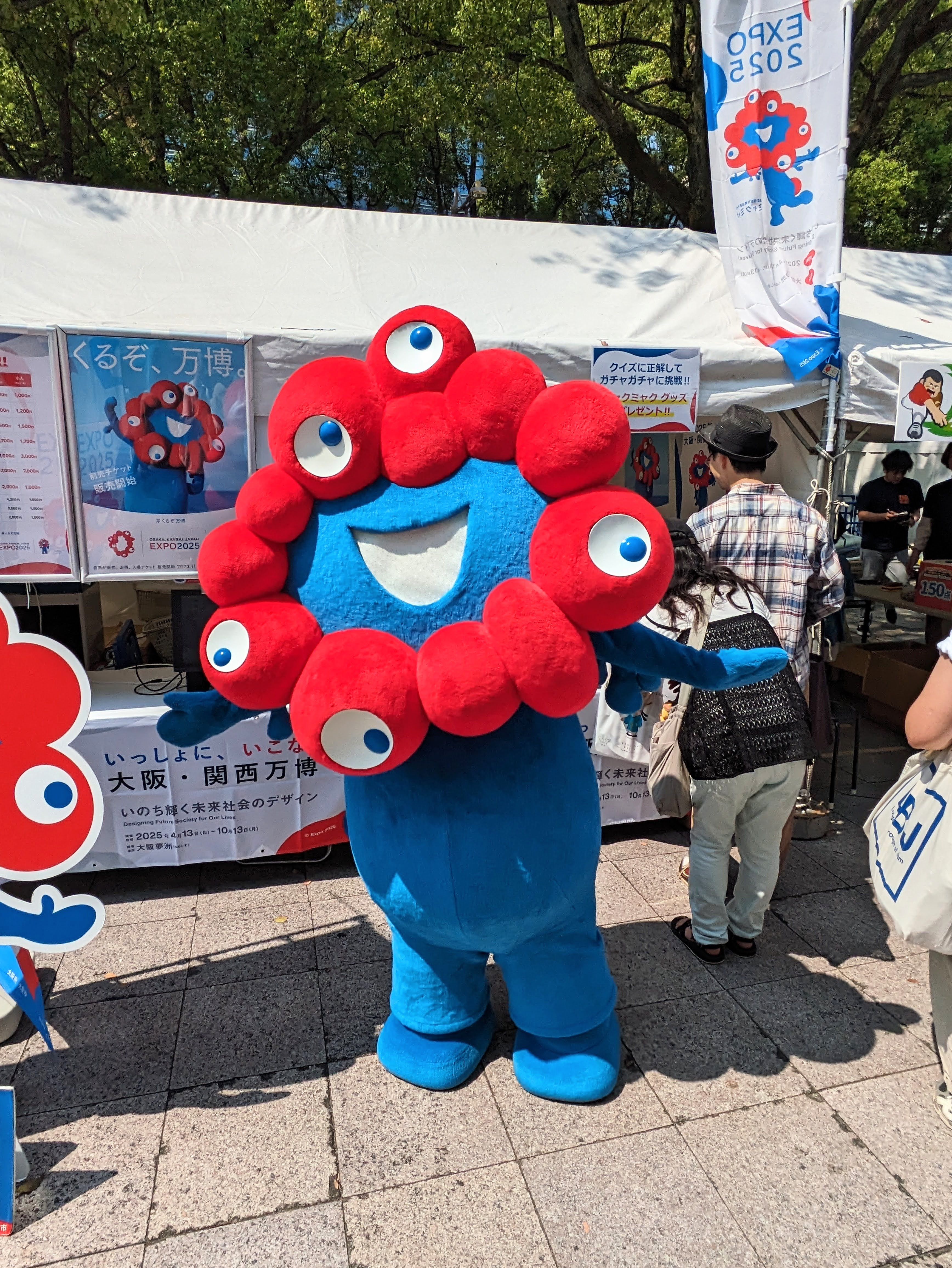
2024年9月，Myaku-Myaku於名古屋活動中登場

本屆世博會於2025年4月13日至10月13日在日本大阪舉行。Myaku-Myaku的設計者為繪本插畫家山下浩平，其名稱則是在2022年初透過公開徵名，由川勝美優與佐久田陽向共同命名。

## 简介

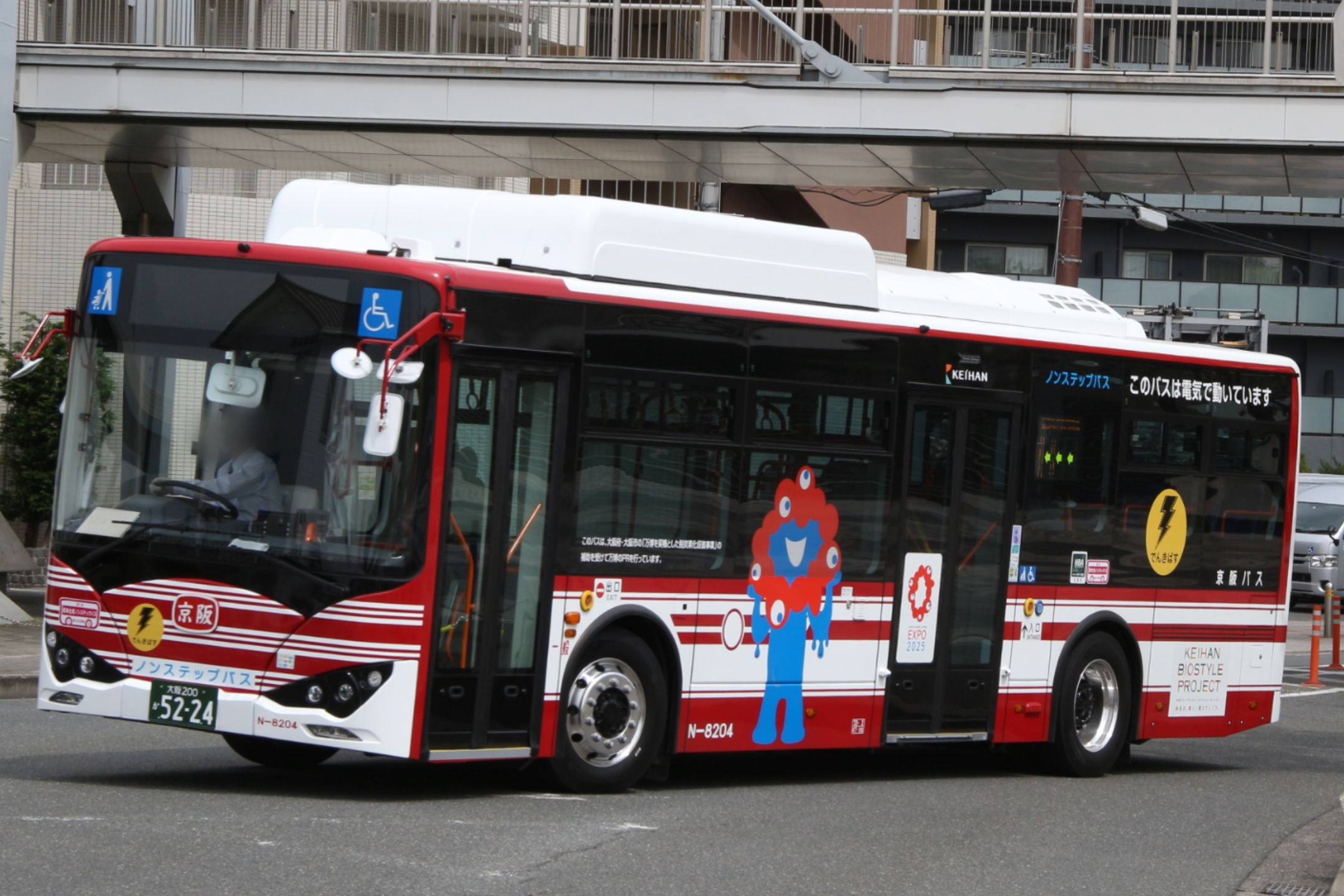
以脉脉作为设计主题的大阪府内路线巴士

脉脉的设计灵感来源于2020年8月公布的大阪·关西世博会官方标志，在2022年3月22日公布吉祥物的外观设计。名称是在公开征集而来的3万3197个候选名称里选中的，并在开幕前1000天的2022年7月18日上午公布吉祥物名称，同日举办了内部纪念活动“1000天to Go！”。岸田文雄首相介绍说，“脉脉”的名称含义是历史、传统、文化与世界的联系一“脉”相承。

## 設計
Myaku-Myaku被描述為「一種神秘的生物」，其身體由細胞（紅色）與水（藍色）構成。它通常以直立的雙足姿態出現，模仿人類的樣貌，但其身體本質上是無固定形狀的，能夠變化成各種不同的形狀與構造。它擁有一個藍色的軀幹，配有兩條腿和兩隻手臂，頭部則是由一個紅色球狀環組成，環中有多顆眼睛與一張微笑的嘴巴。
山下浩平的設計是從近2,000件公開徵件中脫穎而出。他表示：「與其說是聰明或帥氣的角色，我更認為人們會喜歡一個有點笨拙的角色。」山下也參與了Myaku-Myaku角色形象的後續塑造，包括其走路方式、說話語氣與情緒反應等細節設定。

## 名稱
日文的擬聲語「ミャクミャク（myaku myaku）」意指「持續脈動」或「有節奏地跳動」。 吉祥物的設計於2022年3月公布後的隔月， 2025年日本國際博覽會協會作為主辦單位，公開徵求命名提案。 最終共收到來自日本國內公民與居民的33,197件投稿。 其中有兩位投稿者提出相同的名稱，並共同獲選為優勝者。
其中一位投稿者是1984年出生的川勝美優，她表示靈感來自人類的DNA，以及智慧、科技、歷史與文化如同脈動一般代代相傳，她認為「連續兩次的『myaku』聲音，讓人感覺生命正在延續」。另一位是2002年出生的佐久田陽向，她指出紅色與藍色令人聯想到動脈與靜脈，「脈（myaku）」這個詞也能象徵人類文明之間的連結與國際間的交流概念。

## 角色簡介
- 出生地：日本關西地區的一處小泉水
- 性格：友善、搞怪、有點笨拙
- 特技：能夠變換成各種形狀、在暴雨後尋找彩虹
- 喜歡的事物：與所有生物和事物互動[7]

## 推廣與商品
截至2024年4月，已有107家公司與博覽會主辦單位簽訂了官方授權合約，推出超過800項以Myaku-Myaku為主題的商品，其中也包括三麗鷗設計的Hello Kitty聯名款式。
西日本旅客鐵道（JR西日本）自2023年11月30日（距離開幕倒數500天）起，在大阪環狀線上行駛印有Myaku-Myaku彩繪塗裝的列車。日本航空亦推出印有該角色圖案的主題客機，並營運至2025年5月止。Myaku-Myaku的布偶造型曾於日本各地活動中亮相，也曾出現在澳洲與越南的宣傳活動中。
2025年博覽會主辦單位允許個人與團體自由創作非商業用途的Myaku-Myaku相關藝術作品。

## 評價
Myaku-Myaku被形容為「令人毛毛的，但又可愛（creepy but cute）」，並受到廣泛歡迎。 官方商品經常在開賣數分鐘內即告售罄，且粉絲創作的二次創作作品在社群媒體上廣泛流傳。 在Comiket等同人活動中，也有參與者以Myaku-Myaku為主題進行Cosplay。